# 阿尔泰乳菀
阿尔泰乳菀（学名：Aster altaica）为菊科紫菀属的植物。分布于俄罗斯以及中国大陆的新疆等地，生长于海拔1,200米至2,300米的地区，多生长在多砾石山坡或林缘，目前尚未由人工引种栽培。